# Bloom (альбом Machine Gun Kelly)
Bloom (с англ. — «Расцвет») ― третий студийный альбом американского рэпера Machine Gun Kelly, выпущенный 12 мая 2017 года лейблами Bad Boy, Interscope Records и EST 19XX. Альбому предшествовал хитовый сингл «Bad Things», сотрудничество с Камилой Кабельо, который занял четвертое место в Billboard Hot 100. В альбоме представлены коллаборации с такими исполнителями, как Quavo, Хейли Стейнфелд, Ty Dolla Sign и Джеймс Артур.

## Синглы
14 октября 2016 года сингл «Bad Things» в дуэте с кубино-американской певицей Камилой Кабельо был выпущен в качестве лид-сингла. Песня заняла 4-е место в США и 16-е в Великобритании.
Второй сингл из альбома «At My Best» с участием американской певицы Хейли Стейнфелд был выпущен 17 марта 2017 года. Он достиг 60-го места в американском Billboard Hot 100.
Первоначально выпущенный в качестве рекламного сингла 13 апреля 2017 года, «Trap Paris» с участием Quavo и Ty Dolla Sign был выпущен в качестве третьего сингла 12 мая 2017 года. Сопровождающее его видео было снято режиссером Беном Гриффином и было выпущено 7 июня 2017 года.
Четвертый сингл из альбома «Go for Break» с участием британского певца Джеймса Артура стал официальной темой SummerSlam 2017 и отправлен на радио 27 июня 2017 года.
Пятый сингл из альбома, «The Break Up», был выпущен 15 декабря 2017 года. Музыкальное видео, снятое режиссером Джорданом Уози, было выпущено 14 февраля 2018 года.
Шестой сингл, «27» был выпущен 21 апреля 2018 года (за день до 28-летия Келли). Музыкальное видео было выпущено в тот же день.

## Коммерческий успех
Альбом дебютировал на восьмом месте в американском Billboard 200 и продал 57 000 экземпляров. На второй неделе альбом упал до 29-го места, продав 16 500 экземпляров, а на третьей неделе альбом упал до 43-го места, продав еще 11 000 экземпляров. По состоянию на начало июня 2017 года было продано в общей сложности 85 000 экземпляров.

## Критика
| Совокупная оценка | Совокупная оценка |
| Источник          | Оценка            |
| ----------------- | ----------------- |
| Metacritic        | 72/100            |
| Оценки критиков   |                   |
| Источник          | Оценка            |
| AllMusic          | [ 17 ]            |
| Alternative Press | [ 18 ]            |
| HipHopDX          | 4/5               |
| XXL               | L (3/5)           |

Альбом получил в целом положительные отзывы от музыкальных критиков. На сайте Metacritic он имеет средний балл 72 из 100 на основе 4 отзывов. В положительном обзоре Прези из XXL высоко оценил как лирическое содержание, так и постановку альбома. Тем не менее, он критиковал тот факт, что альбом не был достаточно сильным, чтобы стать его большим возвращением после провала General Admission.
В положительном отзыве Аарон Маккрелл из HipHopDX дал альбому оценку 4/5 и похвалил вокальное исполнение Келли в альбоме, а также продюсерское и лирическое содержание. Дэн Лерой из Alternative Press дал альбому 3,5 звезды из 5. Он заявил, что вокал Келли был потрясающим, а его тексты казались искренними. В смешанном обзоре Нил З Ен из AllMusic дал альбому 3 звезды, заявив, что половина песен в альбоме были записаны для радио. Он также заметил, что альбом более попсовый по сравнению с двумя предыдущими альбомами Келли. Тем не менее, он сказал, что интроспективная зрелость альбома была достойна восхищения.

## Трек-лист
| №                   | Название                                         | Автор(ы)                                                                                                | Продюсер(ы)                               | Длительность |
| ------------------- | ------------------------------------------------ | --- | ----------------------------------------- | ------------ |
| 1.                  | «The Gunner»                                     | Colson Baker Brandon Allen S. Basil                                                                     | slimXX Baze                               | 3:38         |
| 2.                  | «Wake + Bake»                                    | Baker Harmony Samuels Edgar Etienne                                                                     | H*Money Edgar "JV" Etienne                | 3:03         |
| 3.                  | «Go for Broke» (featuring James Arthur)          | Baker Jessie Reyez James Arthur Andrew Harr Jermaine Jackson Andre Davidson Sean Davidson Alex Delicata | The Runners The Monarch Delicata          | 3:30         |
| 4.                  | «At My Best» (featuring Hailee Steinfeld)        | Baker Benjamin Levin Henrik Michelsen Edvard Førre Erfjord Rachel Moulden Nathan Perez                  | Happy Perez                               | 3:19         |
| 5.                  | «Kiss the Sky»                                   | Baker B. Allen                                                                                          | slimXX                                    | 3:07         |
| 6.                  | «Golden God»                                     | Baker B. Allen Basil Earl Johnson II                                                                    | JP Did This 1 slimXX Baze                 | 3:18         |
| 7.                  | «Trap Paris» (featuring Quavo and Ty Dolla $ign) | Baker Sonny Uwaezuoke Tyrone Griffin, Jr. Quavious Marshall                                             | Sonny Digital                             | 3:23         |
| 8.                  | «Moonwalkers» (featuring DubXX)                  | Baker Enoch Harris III Eric Allen                                                                       | Lil Rich                                  | 3:05         |
| 9.                  | «Can't Walk»                                     | Baker Samuels Etiene                                                                                    | H*Money JV MGK (add.)                     | 3:05         |
| 10.                 | «Bad Things» (with Camila Cabello)               | Baker Camila Cabello Madison Love Tony Scalzo Joe Khajadourian Alex Schwartz                            | The Futuristics                           | 3:59         |
| 11.                 | «Rehab»                                          | Baker Nico Sereba Vincent Dery Samuels Etiene                                                           | H*Money JV MGK (add.)                     | 4:26         |
| 12.                 | «Let You Go»                                     | Baker B. Allen Basil Jesse Shatkin                                                                      | Shatkin MGK (co.) slimXX (co.) Baze (co.) | 3:05         |
| 13.                 | «27»                                             | Baker B. Allen Basil                                                                                    | slimXX Baze MGK                           | 4:58         |
| Общая длительность: | Общая длительность:                              | Общая длительность:                                                                                     | Общая длительность:                       | 45:56        |

| №   | Название       | Автор(ы)                         | Producer(s)       | Длительность |
| --- | -------------- | -------------------------------- | ----------------- | ------------ |
| 14. | «The Break Up» | Baker Patterson Allen Wells Cook | Music MajorX Remy | 3:20         |
| 15. | «Habits»       | Baker R. Eadeh Basil AJ Tyus     | Ramibeatz Baze    | 3:20         |

## Чарты
| Чарт(2017)                             | Высшая позиция |
| -------------------------------------- | -------------- |
| Австралия (ARIA)                       | 37             |
| Австрия (Ö3 Austria)                   | 36             |
| Бельгия/Фландрия (Ultratop)            | 77             |
| Бельгия/Валлония (Ultratop)            | 176            |
| Канада (Canadian Albums Chart)         | 6              |
| Чехия (ČNS IFPI)                       | 12             |
| Нидерланды (Album Top 100)             | 58             |
| Финляндия (Suomen virallinen lista)    | 37             |
| Франция (SNEP)                         | 151            |
| Германия (Offizielle Top 100)          | 43             |
| Ирландия (IRMA)                        | 52             |
| Новая Зеландия (RMNZ)                  | 26             |
| Норвегия (VG-lista)                    | 29             |
| Шотландия (Scottish Albums Chart)      | 35             |
| Швейцария (Schweizer Hitparade)        | 28             |
| Великобритания (UK Albums Chart)       | 37             |
| США (Billboard 200)                    | 8              |
| США (Billboard Top R&B/Hip-Hop Albums) | 3              |

| Чарт(2017)                            | Позиция |
| ------------------------------------- | ------- |
| US Top R&B/Hip-Hop Albums (Billboard) | 79      |

## Сертификации
| Регион                                                                      | Сертификация | Продажи |
| --------------------------------------------------------------------------- | ------------ | ------- |
| США (RIAA)                                                                  | Золотой      | 500 000 |
| Данные о продажах + прослушиваниях приведены только на основе сертификации. |              |         |